# Carlos Abella
Pour les articles homonymes, voir Abella (homonymie).
Carlos Abella (né le 25 janvier 1986 à Pitalito) est un gardien de but colombien jouant pour Envigado Fútbol Club. Il était l'un des gardiens de but qui ont participé avec l'équipe de football de moins de 20 ans de la Colombie en gagnant le Sudamericana pour aller à la coupe du monde en 2005.